# Schaal Sels 1989
La Schaal Sels 1989, sessantaquattresima edizione della corsa, si svolse il 29 agosto 1989 su un percorso con arrivo a Merksem. Fu vinta dal belga Carl Roes della  davanti ai suoi connazionali André Vermeiren e Marc Sprangers.

## Ordine d'arrivo (Top 10)
| Pos. | Corridore              | Squadra                        | Tempo |
| ---- | ---------------------- | ------------------------------ | ----- |
| 1    | Carl Roes              |                                |       |
| 2    | André Vermeiren        |                                |       |
| 3    | Marc Sprangers         | Boccaccio Life-De Schacht-Mowi |       |
| 4    | Patrick Van Roosbroeck |                                |       |
| 5    | Koen Vekemans          | Lotto-Vitus-Assos-Opel         |       |
| 6    | Ortaire Goossens       |                                |       |
| 7    | Ludwig Willems         | Lotto-Vitus-Assos-Opel         |       |
| 8    | Gino Van Hooydonck     | Superconfex-Yoko-Opel-Colnago  |       |
| 9    | Tom Desmet             |                                |       |
| 10   | Marc Van Bruggenhout   |                                |       |